# McCleary Glacier
McCleary Glacier är en glaciär i Antarktis. Den ligger i Östantarktis. Australien gör anspråk på området. McCleary Glacier ligger 1 503 meter över havet.
Terrängen runt McCleary Glacier är huvudsakligen kuperad, men åt sydväst är den platt. Trakten är obefolkad. Det finns inga samhällen i närheten. 